# La Vraie Fiancée
La Vraie Fiancée est une pièce de théâtre chanté  d'Olivier Py créée en 2008 au théâtre de l'Odéon. Il s'agit d'une adaptation du conte La Véritable Fiancée des frères Grimm.

## Argument
Une jeune fille rencontre un prince qui promet de revenir la chercher. Mais celui-ci croise sa marâtre qui lui fait boire l'eau de l'oubli. Entre-temps, la jeune fille rencontre une troupe de comédiens.

## Distribution
- Céline Chéenne
- Samuel Churin
- Sylvie Magand
- Thomas Matalou
- Antoine Philippot
- Benjamin Ritter

## Accueil
La pièce reçoit la note de 3 T dans Télérama.